# Lasianthus mollis
Lasianthus mollis är en måreväxtart som beskrevs av Henry Nicholas Ridley. Lasianthus mollis ingår i släktet Lasianthus och familjen måreväxter. Inga underarter finns listade i Catalogue of Life.